# Argiolaus lekanion
Argiolaus lekanion is een vlinder uit de familie van de Lycaenidae. De wetenschappelijke naam van de soort is voor het eerst geldig gepubliceerd in 1891 door Druce.